# Toshiaki Tanaka
Toshiaki Tanaka, född 24 februari 1935, död 6 februari 1998, var en japansk före detta bordtennisspelare och världsmästare i singel och lag.
Han spelade sitt första VM 1955 och 1957 - 3 år senare sitt 3:e och sista. 
Under sin karriär tog han 9 medaljer i bordtennis-VM, 5 guld, 2 silver och 2 brons. 

## Halls of Fame
- 1997 valdes han in i ITTF:s Hall of Fame.

## Meriter
- Bordtennis VM
  - 1955 i Utrecht
    - 1:a plats singel
    - 3:e plats mixed dubbel med Shizuki Narahara)
    - 1:a plats med det japanska laget

  - 1956 i Tokyo
    - 2:a plats singel
    - 3:e plats dubbel (med Keisuke Tsunoda)
    - kvartsfinal mixed dubbel
    - 1:a plats med det japanska laget

  - 1957 i Stockholm
    - 1:a plats singel
    - 2:a plats dubbel (med Ichiro Ogimura)
    - kvartsfinal mixed dubbel
    - 1:a plats med det japanska laget

- Asian Games
  - 1958 i Tokyo
    - 2:a plats mixed dubbel
    - 2:a plats med det japanska laget